# Szabó Iván (ügyvéd, 1874–1953)
Szabó Iván, Szabó Iván János Béla (Kecskemét, 1874. július 14. – Kecskemét, 1953. július 22.) ügyvéd, bankigazgató, kormányfőtanácsos, felsőházi tag.

## Élete
Szabó László orvos és Dániel Ida római katolikus szülők gyermekeként született. Középiskolai tanulmányait a kecskeméti piarista főgimnáziumban végezte, majd a kolozsvári tudományegyetemen szerzett jogi doktorátust 1896-ban, végül 1899-ben ügyvédi vizsgát is tett Budapesten. Katonai szolgálatát, mint egyéves önkéntes, 1896-ban teljesítette a 3. császárvadász ezredben, Linzben.
1899-től 1915-ig Kecskeméten volt gyakorló ügyvéd, 1915-ben pedig a Kecskeméti Leszámítoló és Pénzváltó Bank elnök-vezérigazgatójává nevezték ki; később igazgatósági tagja volt a Pénzintézeti Központnak is. Szakmai tevékenysége mellett az apjától örökölt föld- és szőlőbirtokán is gazdálkodott, e minőségében éveken át volt elnöke a Kecskeméti Gazdasági Egyesületnek, illetve a Kecskeméti Szőlősgazdák Egyesületének.
Részt vett városa politikai közéletében is: örökös tagja volt a törvényhatósági bizottságnak, 1926-ban pedig az Egységes Párt lajstromán Kecskemét országgyűlési képviselőjének is megválasztották. A következő országgyűlési választáson nem jelöltette magát, az 1937. évi felsőházi választáson Kecskemét törvényhatósági bizottsága a Felsőház tagjának választotta meg, és e posztját megőrizte az 1939–1945-ös törvényhozási ciklusban is.
Felesége Szokolai Mária volt, akivel 1903-ban kötött házasságot Kecskeméten.